# Biosteres aconiti
Biosteres aconiti är en stekelart som beskrevs av Niezabitowski 1910. Biosteres aconiti ingår i släktet Biosteres och familjen bracksteklar. Inga underarter finns listade.